# Symmachia fulvicauda
Espèce
Symmachia fulvicauda est un insecte lépidoptère appartenant à la famille  des Riodinidae et au genre Symmachia.

## Taxonomie
Symmachia fulvicauda a été décrit par Hans Ferdinand Emil Julius Stichel en 1924.
Symmachia fulvicauda dont on ne connaît que des mâles pourrait avoir pour femelle Symmachia pardalis dont on ne connaît que des femelles.

## Description
Symmachia fulvicauda dont seul le mâle est connu est un papillon noir aux ailes antérieures à l'apex pointu et à un bord costal légèrement convexe. Il est de couleur noire à reflets violine sur le dessus et sur le revers.
Le dessus de l’extrémité de l'abdomen est orange.

## Écologie et distribution
Symmachia fulvicauda est présent au Brésil et en Guyane,.

### Biotope
Symmachia fulvicauda réside dans la forêt amazonienne.

### Protection
Pas de statut de protection particulier.